# Elezioni europee del 2004 in Irlanda
Le elezioni europee del 2004 in Irlanda si sono tenute il 13 giugno.

## Risultati
| Liste  | Liste                                                | Gruppo         | Voti      | %      | Seggi |
| ------ | ---------------------------------------------------- | -------------- | --------- | ------ | ----- |
|        | Fianna Fáil                                          | UEN            | 524.504   | 29,45  | 4     |
|        | Fine Gael                                            | PPE-DE         | 494.412   | 27,76  | 5     |
|        | Sinn Féin                                            | GUE/NGL        | 197.715   | 11,10  | 1     |
|        | Partito Laburista                                    | PSE            | 188.132   | 10,56  | 1     |
|        | Partito Verde                                        | -              | 76.917    | 4,32   | -     |
|        | Partito Socialista                                   | -              | 23.218    | 1,30   | -     |
|        | Altri e indipendenti • Marian Harkin • Kathy Sinnott | - ALDE IND/DEM | 275.870   | 15,49  | 2 1   |
| Totale | Totale                                               | Totale         | 1.780.768 | 100,00 | 13    |